# Remote (film)
Telecomanda (titlu original: Remote) este un film american de comedie din 1993 regizat de Ted Nicolaou și scris de Mike Farrow. Rolurile principale au fost interpretate de actorii Chris Carrara, Jessica Bowman și John Diehl. Este al doilea film lansat de Moonbeam Entertainment, după Prehysteria! (1993). Remote este un plagiat al filmului Singur acasă din 1990. Filmul a fost lansat de Full Moon Features pe Blu-ray la 8 februarie 2022, împreună cu Dragonworld.
Coloana sonoră a fost creată de Richard Band.

## Prezentare
Trei criminali au scăpat din închisoare. Sperând să scape de cercetările poliției care au început după evadare, se duc într-o casă goală. Spre nenorocirea lor, un băiat, Randy, locuiește în apropiere, care este foarte tehnic și în mod constant controlează de la distanță diferiți roboți, mașini, avioane și alte echipamente. Astfel infractorii nu au timp să se plictisească...

## Distribuție
- Chris Carrara - Randy Mason
- Jessica Bowman - Judy Riley
- John Diehl - Delbert Macoy
- Tony Longo - Louis Marinelli
- Stuart Fratkin - Richie Marinelli